# Trefusialaimus magnus
Trefusialaimus magnus is een rondwormensoort uit de familie van de Trefusiidae.